# Skivertex
Le Skivertex est un revêtement synthétique qui imite la texture du cuir, utilisé pour la décoration de boites, les couvertures de livres et les reliures.
Le produit, de conception ancienne, est fabriqué et distribué par la firme américaine FiberMark North America. Le nom est utilisé souvent comme générique mais la marque est protégée juridiquement.
En raison de son nom, ce produit est souvent confondu avec le skaï, un matériau du même type mais orienté vers l'ameublement.